# Кримськотатарський ресурсний центр
Кримськотатарський Ресурсний Центр – громадська організація, створена у 2015 році з метою забезпечення колективних прав кримських татар як корінного народу та індивідуальні права всіх жителів Криму задля досягнення сталого розвитку.
На початку 2024 року російська влада оголосила діяльність Кримськотатарського ресурсного центру «небажаною» в Росії.

## Діяльність КРЦ
Організація захищає права кримськотатарського народу, розробляє проєкти законів та нормативно-правових актів, підтримує культурні, освітні, адвокаційні та демократичні ініціативи, пов'язані з Кримом та кримськотатарським народом. Крім того, КРЦ проводить моніторинг порушень індивідуальних та колективних прав в окупованому Криму, документує випадки порушення прав людини, інформує міжнародну спільноту про ситуацію в окупованому Криму. Співробітники організації залучають правову, соціальну та гуманітарну допомогу для політичних в'язнів та членів їх сімей, направляють заяви, скарги та звернення до спеціальних та універсальних механізмів захисту прав людини, проводять міжнародні інформаційні кампанії та заходи, спрямовані на підтримання теми Криму у фокусі. Також Кримськотатарський Ресурсний Центр навчає юристів та активістів, готує нових публічних дипломатів кримськотатарського народу. В цілому, діяльність КРЦ сприяє якнайшвидшій деокупації та реінтеграції Криму.

## Структура
Найвищим органом управління Кримськотатарського Ресурсного Центру є загальні збори, які на сьогодні складаються з 37 членів. До його компетенції відноситься прийняття стратегічних рішень щодо діяльності організації, а також формування Наглядової ради та Правління. Збираються один раз на рік.
Наглядова рада  –  колективний орган, що здійснює контроль за діяльністю правління. Обирається Загальними Зборами у складі 5 осіб.
Правління є керівним, постійно діючим колегіальним органом. Правління складається з Голови Правління та членів Правління. Правління обирається Загальними Зборами строком на 5 (п’ять) років у складі не менше 5-ти осіб.
З 2020 року в організації запроваджено посаду виконавчого директора. Виконавчий директор призначається на посаду Головою Правління за згодою Правління. До компетенції виконавчого директора належить: управління поточними проєктами; управління залученими штатними працівниками; реалізація заходів у рамках програм та проєктів згідно із затвердженими планами та бюджетами; забезпечення підзвітності працівників перед статутними органами управління та виконання внутрішніх нормативних документів.
КРЦ має мережу волонтерів-активістів. Одним із пріоритетних напрямків діяльності організації є співпраця з Таврійським національним університетом ім. В.І. Вернадського, який було переміщено з Криму. Студенти цього ЗВО регулярно проходять практику на базі КРЦ, є волонтерами або співробітниками організації

## Проєкти[3]
У листопаді 2018 року Кримськотатарський Ресурсний Центр створив проєкт "Універсальні механізми захисту прав людини". У результаті цього проєкту КРЦ подав 34 скарги, доповіді, звіти в регіональні та універсальні органи із захисту прав людини.
У травні 2018 року Кримськотатарський Ресурсний Центр презентував проєкт «Свідки у справі 1944». Цей проєкт був спрямований на організацію кампанії зі збору письмових, відео та аудіо свідчень очевидців депортації кримських татар у 1944 році і передачу зібраного матеріалу Прокуратурі АР Крим для оформлення доказової бази геноциду кримськотатарського народу. Результатами реалізації проєкту стали 215 свідків жертв депортації кримськотатарського народу в 1944 році, які були задокументовані слідчим суддею і які лягли в основу доказової бази розслідування справи про геноцид кримськотатарського народу. Також за підсумками реалізації даного проєкту вдалося підготувати повнометражний документальний фільм «Свідки геноциду 1944 року» та його коротку версію.
У березні 2019 року проведено міжнародну адвокаційну кампанію за деокупацію Криму "LiberateCrimea", мета якої була привернути увагу міжнародної спільноти до проблеми окупації Криму.
У лютому 2020 року була проведена фотовиставка «Заручники окупації» із 42 стендів і альбом із 128 сторінок, з 20-ма історіями життя кримських татар на материковій частині України і кримських татар, які проживають в умовах окупації. Таким чином підвищено рівень інформованості та залучено велику увагу української громадськості до цієї проблеми.
У 2021 році Кримськотатарському Ресурсному Центру вдалося реалізувати проєкт «Поверніть мені тата!». Був знятий короткометражний документальний фільм «Поверніть мені тата», а також проведена  його презентація.
Щорічно центром проводиться "Академія публічної дипломатії кримських татар" та міжнародний літній табір "Табір Свободи", спрямовані  поглиблення знань учасників в області юриспруденції, міжнародного права, журналістики, геополітики. Учасникам цих заходів також розкажуть про корінні народи в контексті міжнародного права, роль міжнародних організацій, особливості «кримського питання», стратегічних комунікацій, геостратегії, психології медіа та ін.

## Акції та кампанії[6]

### 2018 рік
- Участь у міжнародній громадській кампанії  #LIBERATECRIMEA, спрямовану на ініціювання міжнародного громадянського руху солідарності за деокупацію Криму та підтримку прав кримськотатарського народу
- Участь у акції «Об'єднані прапором - #LIBERATECRIMEA»

### 2019 рік
- Участь у кампанії «Кандидате, скажи: чий Крим?» і представлення аналізу передвиборчих програм та риторики кандидатів у президенти України по темі деокупації Криму, захисту прав людини в окупованому Криму та реалізації колективних прав кримськотатарського народу в Україні

### 2020 рік
- Сприяння проведенню  другого благодійного музичного фестивалю «Songs for freedom» на підтримку дітей політв’язнів Криму
- Виставка плакатів #LIBERATECRIMEA про опір російській агресії

### 2021 рік
- Кампанія «Мовчиш про Крим  – забудь про президентство»
- #Європарламент: кандидати, скажіть: чий Крим?"
- Розроблення плакатів в рамках  кампанії міжнародного руху за деокупацію Криму і солідарність з кримськотатарським народом #LIBERATECRIMEA
- Участь у кампанії «Депутате, допоможи бранцям Кремля»
- Участь у акції «Чи болить?» до річниці окупації Криму
- Започатковано кампанію «Ні геноциду!» до 77-х роковин геноциду кримськотатарського народу
- Участь у міжнародному саміті «Кримська платформа»

### 2022 рік
- Участь у створенні плакату «Ціна окупації Криму»
- Участь у акції «Скажи Путіну Ні»

## Відеоконтент[7]
Кримськотатарський Ресурсний Центр також розробляє відеокентент. Регулярно виходить авторський відеоблог керівника центру Ескендера Барієва #LIBERATECRIMEA».
Також  у 2020 році командою Кримськотатарського Ресурсного Центру представлено повнометражний документальний фільму «Свідки геноциду 1944-го року».
У 2021 році центром був представлений  короткий фільм  "Кримські татари: боротьба за виживання", який розповідає про події 2014 року, про репресії щодо представників корінного кримськотатарського народу, а також про порушення прав людини на півострові.
Також Кримськотатарський Ресурсний Центр та Благодійний фонд "Мир і Ко" презентували ексклюзивний документальний фільм "Крим. Зневоднення". Картина підіймає одну з найактуальніших тем сучасності: дефіцит води на півострові, і висвітлює нераціональний підхід російської влади до використання водних ресурсів.
У вересні 2021 року вийшов трейлер документального фільму "Поверніть мені тата!" Цією картиною активісти хочуть привернути увагу української та міжнародної громадськості до проблеми політв’язнів Криму, а також і їх дітей, які страждають не менше за своїх батьків.
Також більшіть роликів та фільмів мають переклад на іноземні мови.